# برایان بروبی
برایان بروبی (انگلیسی: Brian Brobbey؛ زادهٔ ۱ فوریهٔ ۲۰۰۲) بازیکن فوتبال اهل هلند  است. که در پست مهاجم برای تیم آژاکس بازی می کند. او همچنین سابقه بازی در تیم لایپزیگ را دارد 
وی همچنین در تیم‌های ملی فوتبال زیر ۱۷ سال هلند بازی کرده‌است.